# Obwodnica Kraśnika
Obwodnica Kraśnika – droga klasy ruchu głównego przyspieszonego (GP) omijająca centrum miasta Kraśnika w województwie lubelskim od południa.

## Plany obwodnic
Obecna obwodnica południowa przebiega w ciągu drogi krajowej nr 74. W przyszłości wraz z budową drogi ekspresowej S19 na odcinku Lublin – Kraśnik ma zostać wybudowana również obwodnica przebiegająca po wschodniej granicy miasta. W niedalekiej przyszłości władze Kraśnika planują wybudowanie nowej ulicy przebiegającej po północnej granicy miasta, która będzie odciążać tranzyt z ulicy Urzędowskiej w Kraśniku. Droga ta ma być częścią drogi wojewódzkiej nr 833.
Już w czasach PRL-u nastąpiła potrzeba wybudowania obwodnicy miasta po nasileniu ruchu na trasie Lublin – Kielce. W latach 70. XX wieku zbudowano półtorakilometrową małą obwodnicę omijającą centrum od wschodu (ul. Przemysłowa) w ciągu drogi krajowej nr 19 Lublin – Rzeszów (wtedy DK26), ale DK74 w kierunku Kielc (dawniej DK126) nadal przebiegała przez centrum. DK74 przecinała poprzecznie rynek miasta (pl. Wolności) oraz wiodła ulicami: Cegielniana, Kościuszki, Narutowicza, Mostowa, Struga, Janowska.

## Trasa w ciągu DK74 - obwodnica południowa
We wrześniu 2008 r. Wojewoda lubelski wydał pozwolenie na budowę 5,2-kilometrowej obwodnicy w ciągu drogi krajowej nr 74. Przetarg na wybudowanie drogi wygrała firma Budimex-Dromex z Warszawy. Prace budowlane rozpoczęły się 18 maja 2009 poprzez symboliczne wkopanie łopat przez okoliczne władze. Trasa przebiega od wsi Spławy Pierwsze na zachód od Kraśnika, gdzie łączy się z istniejącą wcześniej DK74 od strony Kielc, dalej biegnie w pobliżu wsi Podlesie i Pasieka przez tereny niezabudowane, aż do skrzyżowania okrężnego ulic Janowskiej i Przemysłowej w Kraśniku na wschód od jego centrum. Rondo to jest skrzyżowaniem dróg nr 19, 74. Dalej DK74 biegnie tak jak wcześniej wraz z DK19 ulicą Janowską w kierunku wschodnim, tj. do Zamościa i Rzeszowa. W niektórych miejscach wzdłuż trasy są utwardzone drogi serwisowe.
Obiekty w przebiegu obwodnicy:
- skrzyżowanie w Spławach Pierwszych - połączenie z istniejącą wcześniej drogą krajową 74; kierunek Opatów/Kielce,
- przejazd nad drogą gminną Spławy Pierwsze – Mikulin (nr 108370L),
- przejazd nad drogą powiatową Kraśnik – Mikulin (nr 2721L),
- 2 estakady nad wąwozami (I - 197,2 m, II - 66 m),
- wiadukt nad obwodnicą w ciągu drogi powiatowej Kraśnik – Owczarnia (nr 2720L),
- przejazd nad drogą gminną Kraśnik - Rzeczyca Księża (nr 108371L),
- tunel o długości 50 m pod drogą gminną Kraśnik – Szastarka (nr 108374L),
- most nad rzeką Wyżnicą,
- rondo u zbiegu ulic Janowskiej i Przemysłowej w Kraśniku - połączenie z istniejącymi drogami krajowymi 19 i 74; kierunek Lublin/Rzeszów/Zamość.

Droga krajowa nr 74 nadal przebiega przez Kraśnik, ale tylko we wschodniej jego części (Kwiatkowice), z dala od centrum objętego opieką konserwatorską. Obwodnica ta ma długość 5,2 km, z czego na terenie miasta Kraśnika nowa droga przebiega 100 m, pozostałe 5100 m leży na terenie gminy wiejskiej Kraśnik. Droga jest zbudowana w systemie GP (droga główna ruchu przyspieszonego), gdyż planowana droga ekspresowa S74 ma omijać województwo lubelskie i kończyć się pod Niskiem. Na poszczególnych odcinkach trasa ma trzy pasy ruchu: na fragmencie dwa pasy ruchu w stronę Lublina/Rzeszowa/Zamościa, na innym fragmencie w stronę Opatowa/Kielc.
Trasę oddano do użytku 9 listopada 2010, a oficjalne otwarcie odbyło się 12 listopada 2010 roku przy udziale wojewody lubelskiej i ministra infrastruktury Cezarego Grabarczyka oraz najważniejszych władz z województwa lubelskiego.
W przyszłości, gdy zostanie wybudowana droga ekspresowa S19 z obwodnicą wschodnią Kraśnika, od obecnej drogi na południe od wsi Pasieka powstanie odgałęzienie (około 2 km) w kierunku wschodnim, które połączy się z planowanym węzłem drogowym z ekspresówką w Słodkowie.

## Inne planowane drogi

### Trasa w ciągu S19 - obwodnica wschodnia
Obwodnica w ciągu drogi ekspresowej pobiegnie po wschodniej granicy Kraśnika i będzie wybudowana wraz z drogą ekspresową S19 na odcinku Lublin – Kraśnik. Trasa przetnie w okolicy miejscowości Lasy na północny wschód od Kraśnika istniejącą obecnie drogę krajową nr 19 (węzeł "Kraśnik"). Dalej ekspresówka przetnie kolejny raz obecną 19/ 74 - ulicę Janowską na południowo-wschodnim krańcu miasta. Następnie trasa pobiegnie w kierunku Słodkowa Pierwszego, gdzie powstanie węzeł z dobudowanym łącznikiem do obwodnicy południowej (DK74). Za tym węzłem obwodnica połączy się z istniejącą DK19/DK74 w kierunku Rzeszowa/Zamościa. To miejsce będzie końcem zadania budowy drogi ekspresowej S19 na odcinku Lublin–Kraśnik.
Od przyszłego węzła "Słodków" na zachód będzie dobudowany 2-kilometrowy łącznik do obwodnicy południowej w ciągu DK74.

### Trasa w ciągu DW833 - obwodnica północna
W najbliższych latach w granicach miasta ma zostać zbudowana nowa droga wzdłuż północnej granicy miasta, z dala od terenów zabudowanych. Nowa trasa byłaby częścią drogi wojewódzkiej nr 833, która odciążała by tranzyt z ul. Urzędowskiej - jest to obecnie jedyne połączenie komunikacyjne dwóch dzielnic Kraśnika: Starej i Fabrycznej a jednocześnie część drogi wojewódzkiej nr 833. Nowa ulica wybudowana zostanie w miejsce bocznicy kolejowej Kraśnik – Kraśnik Fabryczny do Fabryki Łożysk Tocznych Kraśnik S.A., która sprzedała bocznicę przeznaczoną do rozbiórki. Miasto w miejsce torowiska wybuduje drogę. Trasa będzie się zaczynać na obecnym przejeździe kolejowym 19 przez tę linię kolejową na wlocie do Kraśnika od strony Lublina (przy dawnej jednostce wojskowej). Natomiast kończyć się będzie koło lasu przed Kraśnikiem Fabrycznym (na granicy dzielnic Budzyń i Kraśnik Fabryczny) i połączy się z obecną 833 (ul. Urzędowską).